# Chorthippus antecessor
Chorthippus antecessor är en insektsart som beskrevs av Sirin och Battal Çiplak 2010. Chorthippus antecessor ingår i släktet Chorthippus och familjen gräshoppor. Inga underarter finns listade i Catalogue of Life.